# 大部屋栖野古
大部屋栖野古（おおとも の やすのこ、欽明天皇21年（560年） - 大化6年（650年））は、『日本霊異記』にみえる古墳時代の豪族。紀伊国名草郡宇治（現和歌山市）の宇治大伴連の祖。屋栖古（やすこ）とも。姓は連。

## 概要
『日本霊異記』に見える伝承は以下の通りである。
敏達天皇の御代、和泉の海中から楽器の音が聞こえ、その音は、ある時は笛・箏・箜篌などを合奏している音のようであり、またある時は雷が鳴り轟く音のようであった。昼は鳴り、夜は輝き、その音や光は東に流れて行った。紀伊の大部屋栖野古はこの噂を聞いて、敏達天皇に申し上げたところ、天皇は黙ったままで、信じなかった。そこで今度は皇后に申し上げたところ、皇后は屋栖古に「そなたが行って調べなさい」と命じたため、屋栖古が行ってみると、噂に聞いた通りに音や光があり、そこには落雷に撃たれた楠が流れ着いていた。屋栖古は都に帰って、「高脚の浜に楠が流れ着いていました。あの楠で仏像を造ることをお許しください」と申し上げ、皇后から許可を得た。屋栖古は喜び、早速蘇我馬子に皇后の詔を伝え、池辺直氷田を招いて3体の仏像を造った。その像は、豊浦寺に安置し、多くの人々が参詣したが、物部守屋が皇后に「仏像などを都の近くに置いてはなりません。遠い所に捨てるべきです」と進言したため、皇后は「早くあの仏像を隠しなさい」と屋栖古に伝え、屋栖古は氷田直に仏像を稲わらの中に隠させた。用明天皇の御代に守屋大連を誅伐された後、屋栖古はこの仏像を取り出し、勅命によって大和国吉野郡の窃寺に安置した。その仏像は吉野郡比蘇寺の放光阿弥陀之尊像であると伝えられた。
推古天皇13年（605年）5月5日には大信の位を贈られた。また、播磨国揖保郡の水田司や僧都になったという。『播磨国風土記』に見える揖保郡大家郷大田村与富等の遺称地と考えられている姫路市の丁・柳ヶ瀬遺跡からは、「大伴」と記された土器が出土している。
孝徳天皇6年（650年）9月に大花上を贈られ、難波の地で90歳で亡くなったという。

## 考証
『播磨国風土記』には、「昔、呉（くれ、国名の呉（ご）ではない）の村主が韓国（からくに）から渡来して、紀伊国名草郡大田村（現和歌山市太田）にやってきて、その後に播磨国揖保郡大田村（この大田の地名は名草郡の大田が由来）に移住した」とあり、屋栖古が揖保郡の水田司となった際に、名草郡の渡来系技術者集団を移住させたとする説が存在する。
屋栖野古の説話は、8世紀頃に紀伊国名草郡の宇治大伴連氏が、改姓あるいは郡司に自氏の系図の承認を求めた際に記された「本記」を元に書かれた記事であると考えられる。
『古屋家家譜』に登場する大伴宇遅古は屋栖野古と同一人物（宇遅古は「伝承上の祖」としての名前、屋栖野古は「現実上の祖」としての名前）であるとする説が存在する。
宇治大伴連氏の祖とされるにもかかわらず、『日本霊異記』において屋栖野古が「大部屋栖野古」、「大部氏」とばかり呼称され、「宇治大部屋栖野古」、「宇治大部氏」と記されないのは、屋栖野古の説話の元になった「本記」の作者が、「宇治大伴連氏は大伴宿禰氏から別れた氏族である」ことを強調するためであったと考えられる。
屋栖野古は大化6年・白雉元年（650年）頃に大花上の冠位を賜り90余歳で亡くなったとされているが、大花上は大夫（まえつきみ）に与えられる冠位であり、宇治大伴連氏の屋栖野古が賜われるものではない。これは、屋栖野古と同時代に生き、白雉2年（651年）に亡くなった大夫である、大伴宿禰氏の大伴馬飼の経歴が参考とされたためであるとされる。